# روبن لاغوس
إرنست روبن لاغوس (بالفنلندية: Ruben Lagus)‏ (12 أكتوبر 1896، هامنكوكسكي – 15 يوليو 1959، لوهيا) هو لواء من فنلندا. خلال حرب الشتاء، كان مسؤولًا عن تموين القوات المقاتلة في البرزخ الكاريلي.